# 김진산
김진산(2005년 6월 3일 ~)은 대한민국의 기타리스트다. 2019년 정규 앨범 《Red Button》으로 데뷔했다.

## 방송
- 슈퍼밴드2 (2021) - 5위

## 음반
- Red Button (2019)

### 포코
- 슈퍼밴드2 - Episode.9 (2021)
- 슈퍼밴드2 - Episode.10 (2021)
- 슈퍼밴드2 - Episode.13 (2021)
- 슈퍼밴드2 - Episode.14 (2021)

## 공연
- 골든핑거 기타페스티벌 2021 (2021)